# Федорково (Удомельский район)
Фёдорково — деревня в Удомельском городском округе Тверской области.

## География
Деревня находится в северной части Тверской области на расстоянии приблизительно 34 км на север-северо-запад по прямой от железнодорожного вокзала города Удомля.

## История
Впервые деревня упоминается в 1501 году. Дворов (хозяйств) было в ней 4 (1859 год), 11 (1886), 10 (1911), 14 (1958), 14 (1986), 8 (1999). В советский период истории здесь действовали колхозы «Пятилетка», им. Сталина, «Прогресс» и совхоз «Прогресс». До 2015 года входила в состав Котлованского сельского поселения до упразднения последнего. С 2015 года в составе Удомельского городского округа.

## Население
Численность населения: 27 человек (1859 год), 55 (1886), 63 (1911), 41 (1958), 24 (1986), 10 (1999), 16 (русские 100 %) в 2002 году, 15 в 2010.